# 1839 au Canada
Pour un article plus général, voir Chronologie du Canada.
Cet article traite des événements qui se sont produits durant l'année 1839 au Canada.

## Événements

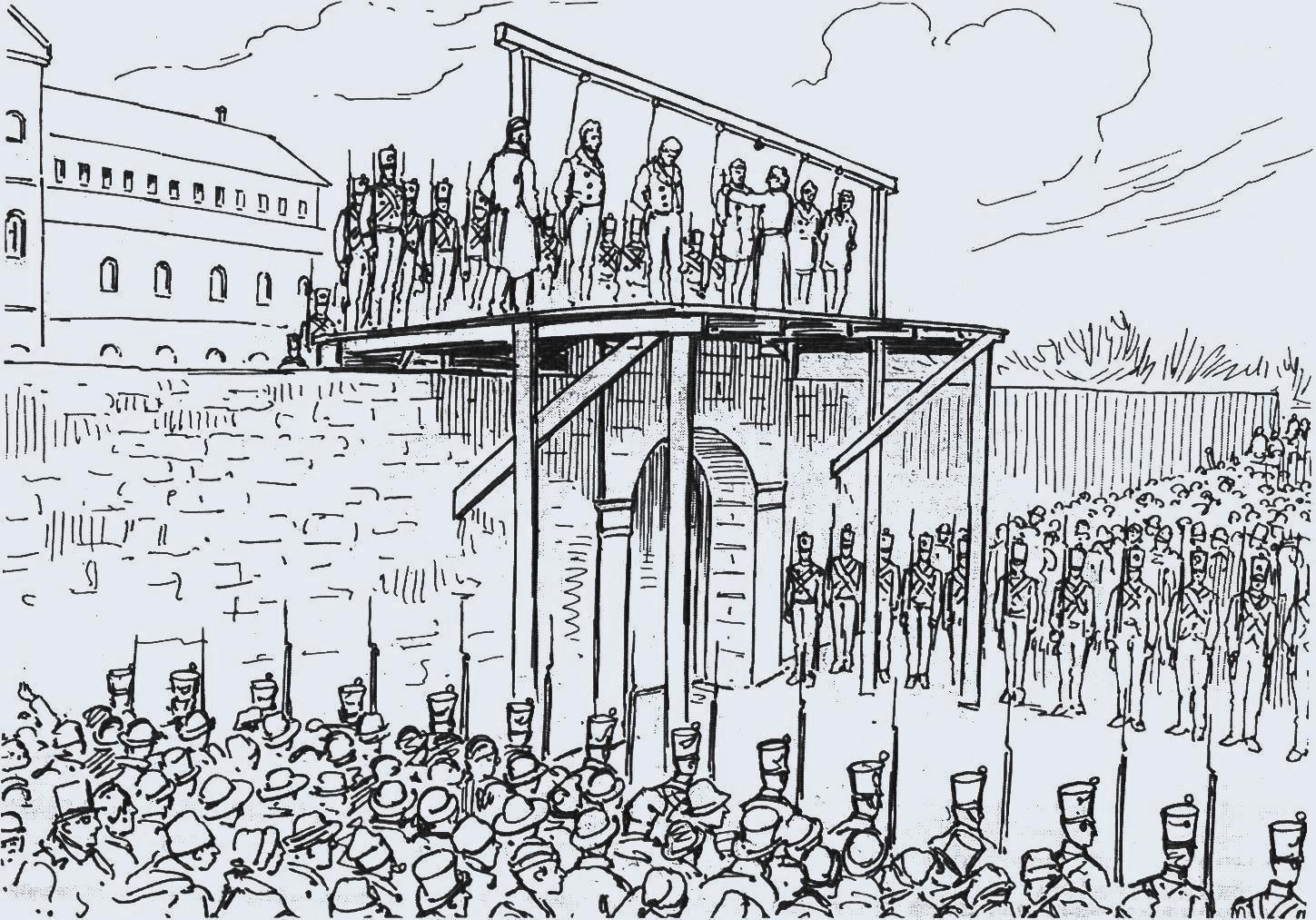
Pendaison de 5 Patriotes à Montréal en 1839

- 22 janvier : début de la Quinzième assemblée générale de l'Île-du-Prince-Édouard (en).
- 11 février : dépôt du rapport Durham recommandant l’assimilation des Canadiens français et la réunion des deux provinces canadiennes[1].
- 15 février : pendaison de douze Patriotes. Cinquante-huit sont déportés dans une colonie pénitentiaire d’Australie[2].
- Février : conflit frontalier avec les États-Unis. Le gouverneur du Maine revendique l'Aroostook, et y envoie environ 9 000 miliciens[3].
- 26 septembre : Les rebelles canadiens sont déportés en Australie, en Nouvelle-Galles du Sud à un lieu appelé Canada Bay (en).
- 19 octobre : Charles Edward Poulett Thomson devient le dernier lieutenant-gouverneur du Bas-Canada.

### Exploration de l'Arctique
- Peter Warren Dease et l'explorateur Thomas Simpson repartent explorer le littoral à l'est de la Rivière Coppermine. Avec des embarcations, ils contournent la péninsule de Kent et traversent le golfe de la Reine-Maud. Ils franchissent le détroit de Simpson (en) et atteignent la baie de Chantrey. Ils retrouvent la cache de George Back sur l'île de Montréal. Ils poursuivent plus à l'est jusqu'à la Rivière Castor et Pollux (en). Ils reviennent en longeant la rive sud de l'île du Roi-Guillaume. Plus tard, ils longent la rive sud de l'île Victoria qui reçoit son nom.
- Avec les données de cette dernière exploration et de toutes les explorations précédentes, tout le littoral s'étendant de la baie d'Hudson jusqu'au détroit de Behring a été visité. Cela va permettre d'établir un itinéraire pour le passage du Nord-Ouest.

## Naissances
- 16 novembre : Louis-Honoré Fréchette, écrivain.

## Décès
- 15 février : exécution des patriotes:
  - François-Marie-Thomas Chevalier de Lorimier, notaire.
  - Charles Hindenlang, militaire.
- 3 juin : Laurent Amiot, orfèvre.
- 3 juin : Philemon Wright, colonisateur et fondateur de Gatineau († 3 septembre 1760).
- 22 novembre : Vénérande Robichaud, écrivaine et femme d'affaires.